# Pablo Llamas Ruiz
Pablo Llamas Ruiz (nacido el 13 de octubre de 2002) es un tenista español.
Llamas Ruiz tiene en su carrera como ranking ATP individual más alto el puesto 131 alcanzado el 16 de octubre de 2023. En dobles su ranking más alto fue el 708, logrado el 27 de febrero de 2023.

## Trayectoria

### 2023
Llamas Ruiz hizo su debut en el cuadro principal ATP en el Torneo de Lyon 2023 después de clasificarse para el cuadro principal. Ganó su primer partido ATP ante Max Purcell . Perdió ante el principal favorito Felix Auger-Aliassime en dos sets en la segunda ronda.

### 2024
En abril, llegó a su primer cuartos de final en un torneo ATP en el Torneo de Estoril 2024, luego de pasar la clasificación. Derrotó en primera ronda al preclasificado #8 y número 50 del mundo Dominik Koepfer en dos set. En segunda ronda venceria al lucky loser y compatriota David Jorda Sanchis lo derrotaría por segunda vez ya que lo derrotó en la clasificación. 

### 2025
En Mayo, Pablo Llamas Ruiz clasificó a su primer Main Draw de Roland Garros tras vencer a los tenistas Alex Bolt (4-6, 6-4, 7-5), Dalibor Svrčina (6-0, 6-1) y Vilius Gaubas  (6-0, 3-6, 6-2).
En su primera ronda del Main Draw se enfrentó al español Alejandro Davidovich Fokina, contra el que perdió (3-6, 2-6, 7-6, 3-6) tras un largo partido en el que acabó con molestias físicas.
El 23 de junio, disputó la primera ronda de la fase previa (Q1) de Wimbledon, donde se enfrentó al ex número 16 del ranking ATP, Nikoloz Basilashvili. El encuentro finalizó con la victoria del georgiano (3-6, 6-4, 3-6), en un partido competido por parte de ambos jugadores.
En el mes de julio, el tenista jerezano participó en un torneo Challenger y en dos torneos ATP 250. En el Challenger de Iași, fue eliminado en dieciseisavos de final ante el italiano Francesco Maestrelli (6-3, 1-6, 4-6).
Posteriormente, compitió en la fase previa del Nordea Open, donde en primera ronda (Q1) derrotó al tenista franco-belga Luca Van Assche (6-3, 6-0). Al día siguiente, fue eliminado en segunda ronda (Q2) tras caer ante el jovencísimo noruego Nicolai Budkov Kjær (6-3, 6-7, 3-6).
Su siguiente torneo fue el Open de Umag, donde superó la fase previa con una victoria en primera ronda (Q1) frente al francés Kyrian Jacquet (3-6, 6-3, 7-6), y una posterior ante el italiano Andrea Pellegrino (6-3, 6-4). En el cuadro principal, venció al polaco Kamil Majchrzak en dieciseisavos de final (6-2, 6-4) y al francés Térence Atmane en octavos (6-3, 6-3). Su participación concluyó en cuartos de final, cuando perdía (4-6, 2-5) y se vio obligado a retirarse, concediendo la victoria por walkover a su rival. Días más tarde, Pablo informó a través de sus redes sociales que no se trataba de una lesión grave y que ya se encontraba preparando la gira sobre pista dura.

## Clasificación histórica
- Actualizado a 18 de agosto de 2025.[4]

| Torneos de Grand Slam   |      |      |      |          |          |          |
| Abierto de Australia    | A    | Q1   | A    | 0 / 0    | 0-0      | - %      |
| Roland Garros           | A    | Q1   | 1R   | 0 / 1    | 0-1      | 0 %      |
| Wimbledon               | Q2   | A    | Q1   | 0 / 0    | 0-0      | - %      |
| US Open                 | Q2   | A    |      | 0 / 0    | 0-0      | - %      |
| Títulos                 | 0    | 0    | 0    | 0 / 1    | 0-1      | 0 %      |
| Ganados-Perdidos        | 0-0  | 0-0  | 0-1  | 0 / 1    | 0-1      | 0 %      |
| Torneos de final de año |      |      |      |          |          |          |
| ATP Finals              | NSC  | NSC  |      | 0 / 0    | 0-0      | - %      |
| Next Gen ATP Finals     | NSC  | < 20 |      | 0 / 0    | 0-0      | - %      |
| Títulos                 | 0    | 0    |      | 0 / 0    | 0-0      | - %      |
| Ganados-Perdidos        | 0-0  | 0-0  |      | 0 / 0    | 0-0      | - %      |
| ATP Tour Masters 1000   |      |      |      |          |          |          |
| Indian Wells            | A    | A    | A    | 0 / 0    | 0-0      | - %      |
| Miami                   | A    | A    | A    | 0 / 0    | 0-0      | - %      |
| Montecarlo              | A    | A    | A    | 0 / 0    | 0-0      | - %      |
| Madrid                  | A    | 1R   | A    | 0 / 1    | 0-1      | 0 %      |
| Roma                    | A    | A    | A    | 0 / 0    | 0-0      | - %      |
| Canadá                  | A    | A    | A    | 0 / 0    | 0-0      | - %      |
| Cincinnati              | A    | A    | A    | 0 / 0    | 0-0      | - %      |
| Shanghái                | A    | A    |      | 0 / 0    | 0-0      | - %      |
| París                   | A    | A    |      | 0 / 0    | 0-0      | - %      |
| Títulos                 | 0    | 0    | 0    | 0 / 1    | 0-1      | 0 %      |
| Ganados-Perdidos        | 0-0  | 0-1  | 0-0  | 0 / 1    | 0-1      | 0 %      |
| Torneos ATP 500         |      |      |      |          |          |          |
| Róterdam                | A    | Q2   | A    | 0 / 0    | 0-0      | 0 %      |
| Barcelona               | A    | Q1   | A    | 0 / 0    | 0-0      | 0 %      |
| Títulos                 | 0    | 0    | 0    | 0 / 0    | 0-0      | 0 %      |
| Ganados-Perdidos        | 0-0  | 0-0  | 0-0  | 0 / 0    | 0-0      | 0 %      |
| Torneos ATP 250         |      |      |      |          |          |          |
| Montpellier             | A    | 2R   | A    | 0 / 1    | 1-1      | 50 %     |
| Marsella                | A    | Q1   | A    | 0 / 0    | 0-0      | 0 %      |
| Estoril                 | A    | CF   | TD   | 0 / 1    | 2-1      | 66.6 %   |
| Lyon                    | 2R   | A    | TD   | 0 / 1    | 1-1      | 50 %     |
| Bastad                  | A    | A    | Q2   | 0 / 0    | 0-0      | 0 %      |
| Umag                    | A    | A    | CF   | 0 / 1    | 2-1      | 66.6 %   |
| Amberes                 | Q1   | A    |      | 0 / 0    | 0-0      | 0 %      |
| Títulos                 | 0    | 0    | 0    | 0 / 4    | 6-4      | 60 %     |
| Ganados-Perdidos        | 1-1  | 3-2  | 2-1  | 0 / 4    | 6-4      | 60 %     |
| Representación nacional |      |      |      |          |          |          |
| Juegos Olímpicos        | ND   | NE   | ND   | 0 / 0    | 0-0      | - %      |
| Copa Davis              | A    | A    | A    | 0 / 0    | 0-0      | - %      |
| Títulos                 | 0    | 0    | 0    | 0 / 0    | 0-0      | - %      |
| Ganados-Perdidos        | 0-0  | 0-0  | 0-0  | 0 / 0    | 0-0      | - %      |
| Estadísticas            |      |      |      |          |          |          |
|                         | 2023 | 2024 | 2025 | Totales  | Totales  | Totales  |
| Torneos ATP jugados     | 1    | 3    | 4    | 8        | 8        | 8        |
| Finales ATP disputadas  | 0    | 0    | 0    | 0        | 0        | 0        |
| Torneos ATP ganados     | 0    | 0    | 0    | 0        | 0        | 0        |
| Dura G-P                | 0-0  | 1-1  | 0-0  | 0 / 1    | 1-1      | 50 %     |
| Tierra batida G-P       | 1-1  | 2-2  | 2-2  | 0 / 5    | 5-5      | 50%      |
| Hierba G-P              | 0-0  | 0-0  | 0-0  | 0 / 0    | 0-0      | 0 %      |
| Outdoor G-P             | 1-1  | 2-2  | 2-2  | 0 / 5    | 5-5      | 42.9%    |
| En pista cubierta G-P   | 0-0  | 1-1  | 0-0  | 0 / 1    | 1-1      | 50 %     |
| Ganados-Perdidos        | 1-1  | 3-3  | 2-2  | 0 / 6    | 6-6      | 50 %     |
| Victorias (%)           | 50%  | 50%  | 50%  | 50%      | 50%      | 50%      |
| Ranking                 | 158  | 284  | 355  | $436,920 | $436,920 | $436,920 |

Leyenda
| G | F | SF | CF | #R | RR | C# | P# | NSC | NE | A | Z# | PO | O | P | B | ATP# | TI | TD | ND |

## Títulos Challenger (1; 1+0)

### Individual (1)
| Leyenda                   |
| ------------------------- |
| ATP Challenger Tour (1-1) |

| Posición  | G–P | Fecha               | Torneo          | Nivel  | Superficie    | Oponente           | Marcador      |
| --------- | --- | ------------------- | --------------- | ------ | ------------- | ------------------ | ------------- |
| Finalista | 0-1 | 4 de junio de 2023  | Vicenza, Italia | CH 75  | Tierra batida | Francisco Comesaña | 6-3, 2-6, 2-6 |
| Ganador   | 1-1 | 30 de julio de 2023 | Segovia, España | CH 100 | Dura          | Antoine Escoffier  | 7-69, 7-65    |

## Títulos ITF (6; 3+3)

### Individual (3)
| Leyenda                     |
| --------------------------- |
| ITF World Tennis Tour (3-3) |

| Posición  | G–P | Fecha                   | Torneo            | Nivel   | Superficie    | Oponente          | Marcador      |
| --------- | --- | ----------------------- | ----------------- | ------- | ------------- | ----------------- | ------------- |
| Ganador   | 1-0 | 8 de marzo de 2020      | Murcia, España    | ITF M25 | Tierra batida | Pedro Cachín      | 6-4, 3-6, 6-3 |
| Ganador   | 2-0 | 14 de noviembre de 2021 | Benicarló, España | ITF M15 | Tierra batida | Ivan Gakhov       | 6-4, 6-4      |
| Finalista | 2-1 | 1 de mayo de 2022       | Antalya, Turquía  | ITF M15 | Tierra batida | Oleg Prihodko     | 2-6, 4-6      |
| Finalista | 2-2 | 8 de mayo de 2022       | Antalya, Turquía  | ITF M15 | Tierra batida | Yuta Shimizu      | 6-2, 4-6, 3-6 |
| Finalista | 2-3 | 29 de mayo de 2022      | Mataró, España    | ITF M25 | Dura          | Pol Martin Tiffon | 6-2, 3-6, 2-6 |
| Ganador   | 3-3 | 19 de marzo de 2023     | Palmanova, España | ITF M25 | Tierra batida | Rudolf Molleker   | 6-3, 6-2      |

### Dobles (3)
| Leyenda                     |
| --------------------------- |
| ITF World Tennis Tour (3-1) |

| Posición  | G–P | Fecha                 | Torneo            | Nivel   | Superficie    | Pareja                  | Oponente                                     | Marcador |
| --------- | --- | --------------------- | ----------------- | ------- | ------------- | ----------------------- | -------------------------------------------- | -------- |
| Ganador   | 1–0 | 21 de octubre de 2019 | Benicarló, España | ITF M15 | Tierra batida | Benjamín Winter López   | Zizou Bergs Tiago Cacao                      | 6-3, 6-4 |
| Finalista | 1–1 | 4 de abril de 2021    | Antalya, Turquía  | ITF M15 | Tierra batida | Pedro Vives Marcos      | Benjamin Hassan Constantin Schmitz           | 2-6, 1-6 |
| Ganador   | 2–1 | 8 de mayo de 2022     | Antalya, Turquía  | ITF M15 | Tierra batida | Juan Pablo Canas García | Yuta Shimizu Naoki Tajima                    | 6-4, 7-5 |
| Ganador   | 3–1 | 9 de octubre de 2022  | Zaragoza, España  | ITF M25 | Tierra batida | Benjamín Winter López   | Alan Fernando Rubio Fierros Eric Vanshelboim | 6-3, 6-2 |